# Каначеде (Белуно)
Каначеде (итал. Canacede) је насеље у Италији у округу Белуно, региону Венето.
Према процени из 2011. у насељу је живело 22 становника. Насеље се налази на надморској висини од 1373 м.